# Parallelia palpalis
Parallelia palpalis là một loài bướm đêm trong họ Erebidae.